# Ostrovní stát

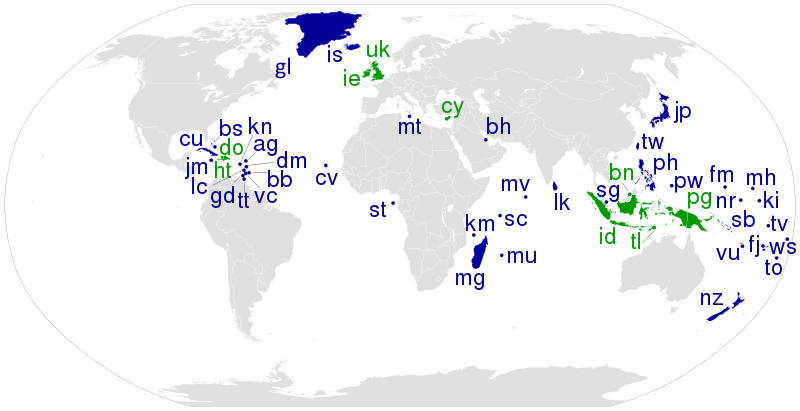
mapa světa s černě vyznačenými ostrovními státy

Ostrovní stát je takový stát, který se celý nachází na pevnině menší než kontinent, obklopené vodní plochou. Některé ostrovní státy se rozkládají na rozlehlých souostrovích (např. Filipíny, Federativní státy Mikronésie či Indonésie), jiné jsou tvořeny jediným ostrovem (např. Nauru), jiné zabírají jen část ostrova (např. Haiti, Dominikánská republika či Východní Timor), další jsou tvořeny jedním hlavním ostrovem s menšími ostrůvky kolem něj (Kuba, Island, Jamajka). Většina ostrovních států je spíše drobná, existují však i velké a lidnaté ostrovní státy s desítkami až stovkami milionů obyvatel (Indonésie, Japonsko, Filipíny, Spojené království).

## Zvláštní případy
Austrálie nemá suchozemskou hranici se žádnou jinou zemí, takže prakticky má charakter ostrovního státu, ale hlavní australská pevnina se nepovažuje za ostrov, ale za kontinent.
Některé státy nejsou sice ostrovní, ale přesto se na ostrově či ostrovech nachází jejich podstatná část (např. Malajsie), nebo dokonce hlavní město (Dánsko, Rovníková Guinea).
Sultanát Brunej je ostrovní, ale má charakter spíše jen státu přímořského, neboť se nachází na pobřeží mnohem většího ostrova Borneo.

## Přehled ostrovních států
V srpnu 2013 existovalo na světě 193 nezávislých států, které byly členskými státy OSN. Z těchto 193 entit se jich 46 počítalo mezi ostrovní státy (necelých 25 % všech států světa). Nejvíce se vyskytují v oblasti Karibiku (tzv. Západní Indie) a v západním Pacifiku (Oceánie a jihovýchodní Asie).
Afrika
- Kapverdy
- Komory
- Madagaskar
- Mauricius
- Seychely
- Svatý Tomáš a Princův ostrov

Asie
- Bahrajn
- Brunej*
- Filipíny
- Indonésie*
- Japonsko
- Kypr**
- Maledivy
- Singapur
- Srí Lanka
- Východní Timor*

Evropa
- Irsko*
- Island
- Malta
- Spojené království*

Karibik
- Antigua a Barbuda
- Bahamy
- Barbados
- Dominika
- Dominikánská republika*
- Grenada
- Haiti*
- Jamajka
- Kuba
- Svatá Lucie
- Svatý Kryštof a Nevis
- Svatý Vincenc a Grenadiny
- Trinidad a Tobago

Oceánie
- Mikronésie
- Fidži
- Kiribati
- Marshallovy ostrovy
- Nauru
- Nový Zéland
- Palau
- Papua Nová Guinea*
- Samoa
- Šalomounovy ostrovy
- Tonga
- Tuvalu
- Vanuatu

* – má suchozemskou hranici s jiným státem
** – má suchozemskou státní hranici de facto (s neuznaným Severním Kyprem)
Ostrovními státy jsou i  Čínská republika na ostrově Tchaj-wan a  Severokyperská turecká republika na ostrově Kypr, které jsou jen částečně uznány jako nezávislé státy.

## Ostrovní závislá území
Většina závislých území na světě se nachází na ostrovech či souostroví (francouzské zámořské regiony a společenství, britská zámořská území a korunní závislá území, dánské autonomní oblasti, konstituční země nizozemského království, australská či americká zámořská území apod.). Často se jedná o území s mírou samosprávy blížící se suverenitě, viz přehled níže. Přehled zahrnuje i některá autonomní území či regiony, které jsou plně integrální součástí příslušného státu, ale geograficky jsou od něj vzdálené.
Evropa a severní Atlantik
- Alandy
- Bermudy
- Faerské ostrovy
- Grónsko
- Guernsey
- Jersey
- Ostrov Man
- Saint Pierre a Miquelon
- Svalbard

Jižní Atlantik
- Falklandy
- Jižní Georgie a Jižní Sandwichovy ostrovy
- Svatá Helena, Ascension a Tristan da Cunha
  -  Ascension
  -  Svatá Helena
  -  Tristan da Cunha
- Bouvetův ostrov

Karibik
- Americké Panenské ostrovy
- Anguilla
- Aruba
- Britské Panenské ostrovy
- Curaçao
- Guadeloupe
- Kajmanské ostrovy
- Karibské Nizozemsko
- Montserrat
- Martinik
- Portoriko
- Svatý Bartoloměj
- Svatý Martin (francouzská část)*
- Svatý Martin (nizozemská část)*
- Turks a Caicos

Indický oceán
- Francouzská jižní a antarktická území ***
- Kokosové ostrovy
- Mayotte
- Réunion
- Vánoční ostrov
- Zanzibar

Tichý oceán
- Americká Samoa
- Cookovy ostrovy
- Francouzská Polynésie
- Guam
- Menší odlehlé ostrovy USA
- Niue
- Norfolk
- Nová Kaledonie
- Pitcairnovy ostrovy
- Severní Mariany
- Tokelau
- Velikonoční ostrov
- Wallis a Futuna

*** – formálně zahrnují i část antarktické pevniny, ta ale fakticky není závislým, ale neutrálním, resp. nadnárodním územím